# Jean Rivero
Pour les articles homonymes, voir Rivero.
Jean Rivero, né le 19 mars 1910 à Alès et mort le 19 juin 2001 à Paris,, est un juriste et professeur de droit public français. Ses thèmes de prédilection sont le droit constitutionnel, le droit administratif et les libertés publiques.

## Biographie
Jean Rivero est assistant à la faculté de droit de Paris de 1935 à 1938, puis professeur à la faculté de droit de Poitiers de 1939 à 1954. Il est accompagné par le professeur Pistulin durant les années 1945 à 1948, maître de conférences. Il est professeur émérite de l'université Paris-II Panthéon-Assas depuis 1979.
Il participe à deux colloques de droit constitutionnel à Aix-en-Provence, sur le domaine de la loi et du règlement (1977) et sur les cours constitutionnelles et les droits fondamentaux (1981). Avec Léo Hamon et François Luchaire, il fut parmi les premiers auteurs à diffuser la jurisprudence du Conseil constitutionnel.
Dans une réponse aux critiques du commissaire du gouvernement Bernard Chenot qui avait raillé « les faiseurs de système », il fait l'apologie des systèmes des universitaires. Il y soutiendra ainsi que "les systèmes [sont] indispensables au droit administratif qu'en fait, les contempteurs de "systèmes" tombent eux-mêmes sous la condamnation qu'ils portent, et apparaissent comme des « faiseurs de systèmes » parce qu'ils sont de remarquables juristes, et que tout juriste est faiseur de systèmes".

## Hommages et distinctions
- En 1986, il obtient le prix Balzan pour les droits fondamentaux de la personne[4].
- Un prix de thèse « Jean Rivero » a été créé en 2013[9]. Délivré conjointement par l'AFDA et l'AFDC, le prix récompense tous les deux ans une thèse portant sur le droit des libertés, sous la forme d'une publication au sein de la « Bibliothèque de droit public » des éditions LGDJ.

## Œuvres et publications

### Ouvrages
- Jean Rivero, Les mesures d'ordre intérieur administratives : essai sur les caractères juridiques de la vie intérieure des services publics, Sirey, 1934, 403 p.

[Thèse de doctorat : Droit : Paris : 1934]
- Jean Rivero (avec Georges Vedel), Les problèmes économiques et sociaux dans la Constitution de 1946, Paris, Librairie sociale et économique, collection « Droit social », 1947, 60 p.
- Jean Rivero, Cours de droit administratif comparé, éd. Les Cours de droit, 4 vol., 1955-1958.
- Jean Rivero (avec Jean Waline), Droit administratif, éd. Dalloz, coll. " Précis Droit public ", Paris, 26e éd., 2016, (1re éd. 1958), 540 p.
- Jean Rivero, Libertés publiques, vol. 1 : Les droits de l'homme, Paris, PUF, coll. « Thémis Droit », juillet 2003, 9e éd. (1re éd. 1973), 271 p. (ISBN 978-2-13-053096-1 et 2-13-053096-6, présentation en ligne).
- Jean Rivero, Libertés publiques, vol. 2 : Le régime des principales libertés, Paris, PUF, coll. « Thémis Droit », juillet 2003, 7e éd. (1re éd. 1977), 288 p. (ISBN 2-13-053097-4)
- Jean Rivero, Le Conseil constitutionnel et les libertés (Chroniques et notes jurisprudentielles), Paris, PUAM et Economica, coll. « Droit public positif », 1987, 2e éd. (1re éd. 1984), 192 p. (ISBN 978-2-7178-1225-1)
- Jean Rivero (avec René Savatier), Droit du travail, PUF, 13e éd., 1993, 646 p.

### Principaux articles
- « Droit public et droit privé : conquête ou statu quo ? », Dalloz, 1947, chr. 69, p.
- « Sur la réforme des entreprises nationalisées », Dalloz, 1947, chr. 43, p. 181
- « La notion juridique de laïcité », Dalloz, 1949, p. 137 (reproduit in APD, 2004, p. 259).
- « Le juge administratif français : un juge qui gouverne ? », Dalloz, 1951, chr. 6, p. 21-24.
- « Apologie pour les "faiseurs de systèmes" », Dalloz, 1951, chr. 23, p. 99-102.
- « Sur la réforme du contentieux administratif . », Dalloz, 1951, chr. 38, p. 163-168.
- « Existe-t-il un critère du droit administratif ? », RDP, 1953, n° 2, p. 279-296.
- « La question : " Existe-t-il un critère du droit administratif ? " est-elle toujours actuelle ? », in Le professeur Jean Rivero ou la liberté en action [Colloque du 3 décembre 2010 à l’université Montesquieu-Bordeaux IV], F. Mélin-Soucramanien et F. Melleray (dir.), Paris, Dalloz, coll. " Thèmes et commentaires ", 2012, p. 67-74.
- « La réforme du contentieux administratif », RDP, 1953, p. 937.
- « Le Conseil d'Etat, cour régulatrice », Dalloz, 1954, chr. 28, p. 157-162.
- « Jurisprudence et doctrine dans l'élaboration du Droit administratif », EDCE, 1955, p. 23.
- « Hauriou et l’avènement de la notion de service public », in Mélanges Achille Mestre, Sirey, 1956, p. 461-471.
- « Droit du travail et droit administratif », Droit social, 1960, p. 609-612.
- « La distinction du fait et du droit dans la jurisprudence du Conseil d’État français », Le fait et le droit. Études de logique juridique (Travaux du centre national de recherches de logique), C. Perelman (dir.), éditions Bruylant 1961, p. 130.
- « Le Huron au Palais-Royal ou réflexions naïves sur le recours pour excès de pouvoir », Dalloz, 1962, chr. VI, pp. 37-40 (rééd. Pages de doctrine, LGDJ, 1980, vol. 2, p. 329-334).
- « Le système français de protection des citoyens contre l’arbitraire administratif à l’épreuve des faits », in Mélanges Jean Dabin, t. II : Droit positif, éd. Bruylant-Sirey, 1963, p. 814.
- « Maurice Hauriou et le droit administratif», in La pensée du doyen Maurice Hauriou et son influence (Journées Hauriou), Toulouse, mars 1968, Paris, Pédone, 1969, p. 150.
- « La protection des Droits de l’Homme dans les rapports entre personnes privées », in Mélanges René Cassin, tome 3, Pédone, 1971, p. 311-322.
- « Le juge administratif, gardien de la légalité administrative ou gardien administratif de la légalité ? », in Mélanges Marcel Waline : Le juge et le droit public, LGDJ, 1974, t. II, p. 701-717.
- « Idéologie et techniques dans le droit des libertés publiques », in Mélanges Jean-Jacques Chevallier : Histoire des idées et idées sur l’histoire, éd. Cujas, 1977, p. 247-258.
- « Nouveaux propos naïfs d’un Huron sur le contentieux administratif », EDCE, n° 31, 1979-1980, p. 27-30.
- « Fin d’un absolutisme », Pouvoirs, n°13, Le Conseil constitutionnel, avril 1980 (juillet 1991), p. 5-16.

- « À propos de la loi Sécurité et liberté : filtrer le moustique et laisser passer le chameau » (note sous la décision du Conseil constitutionnel du 20-21 janvier 1981), AJDA, juin 1981, p. 275.
- « "Ni lu, ni compris" ? » (note sous la décision du Conseil constitutionnel du 16 janvier 1982), AJDA, avril 1982, p. 209.
- « Laïcité scolaire et signes d'appartenance religieuse », RFDA, 1990, n°1, p. 1.
- « Dualité de juridictions et protection des libertés », RFDA, 1990, n°5, p. 734.
- « Les deux finalités du service public industriel et commercial », CJEG, 1994, n° 500, p. 375-378.
- « L’administré face au droit administratif », AJDA, 1995, p. 147.
- « État de droit, État du droit », in Mélanges Guy Braibant : L’état de droit, Dalloz, 1996, p. 609-614.
- « Les limites de la liberté », in Mélanges Jacques Robert : Libertés, Montchrestien, 1998, pp. 189-194.

### Ouvrages
- Collectif, Le professeur Jean Rivero ou la liberté en action (Colloque du 3 décembre 2010 à l’université Montesquieu-Bordeaux IV), F. Mélin-Soucramanien et F. Melleray (dir.), Paris, Dalloz, coll. " Thèmes et commentaires ", 2012, 133 p. : sommaire en ligne.

### Articles
- Louis Favoreu, Didier Maus, " In memoriam - Hommage à jean Rivero (1910-2001) ", in Revue française de droit constitutionnel, 2002/1, n° 49), p. 264.
- G. Cohen-Jonathan, " In Memoriam Jean Rivero ", RTDH, 2002, p. 313.
- Colloque " Le Printemps de la recherche : en l'honneur de Jean Rivero ", in RFDA, 2009, n°5, p. 1037-1080 :
  - Jacques Moreau, " Présentation ", p. 1037.
  - Sébastien Hourson, " Jean Rivero, annotateur ", p. 1039.
  - Benjamin Defoort, " L'usage des métaphores par Jean Rivero : regard sur une conception de la doctrine ", p. 1048.
  - Grégory Houillon, " Jean Rivero. Démocratie et administration ", p. 1057.
  - Fabrice Cazaban, " Jean Rivero, comparatiste ", p. 1066.
- Jérôme Travard, " Jean Rivero et les lois du service public ", AJDA, 2010, p. 987.
- Jean-Claude Venezia, " Jean Rivero ", in Mélanges Jean-Claude Venezia : Écrits de circonstance, Presses universitaires d’Aix-en-Provence, 2011, p. 13-16.
- Jean-Claude Venezia, " Jean Rivero, les thèses et leurs préfaces ", RFDA, 2011, p. 1053.
- Jean-Claude Venezia, " Jean Rivero et les rapports de synthèse. Colloques d’Aix-en-Provence, 1978-1993 « Un trésor est caché là-dedans » ", in Revue française de droit constitutionnel, 2012/4, n° 92, p. 270.